# Proserpinus lucidus
Proserpinus lucidus là một loài bướm đêm thuộc họ Sphingidae. Chúng sống ở bờ Thái Bình Dương của Hoa Kỳ, ở Washington, Idaho, Oregon, California và México.
Chiều dài cánh trước là 18–23 mm. Con trưởng thành bay vào one generation in winter.

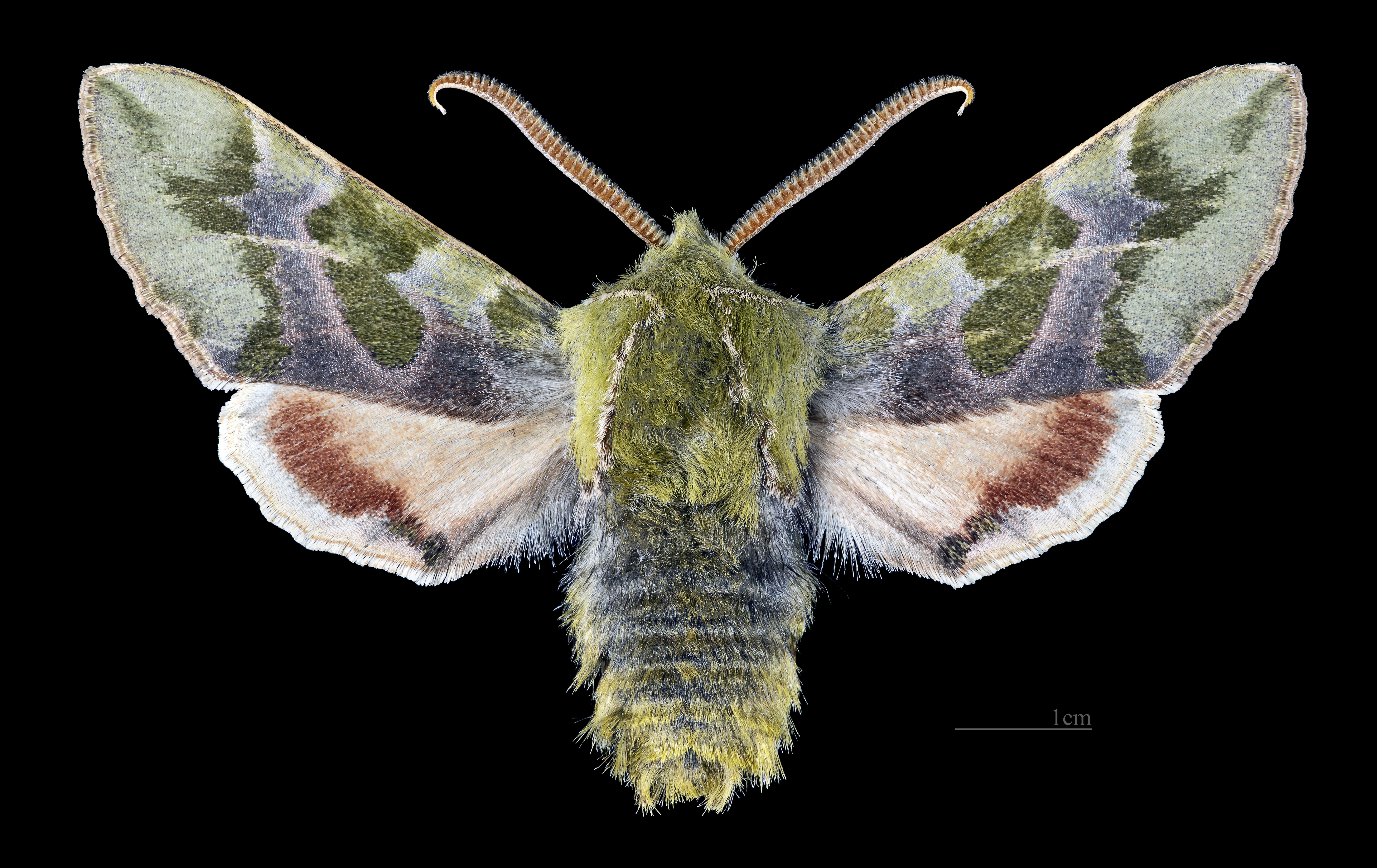
Proserpinus lucidus  ♂
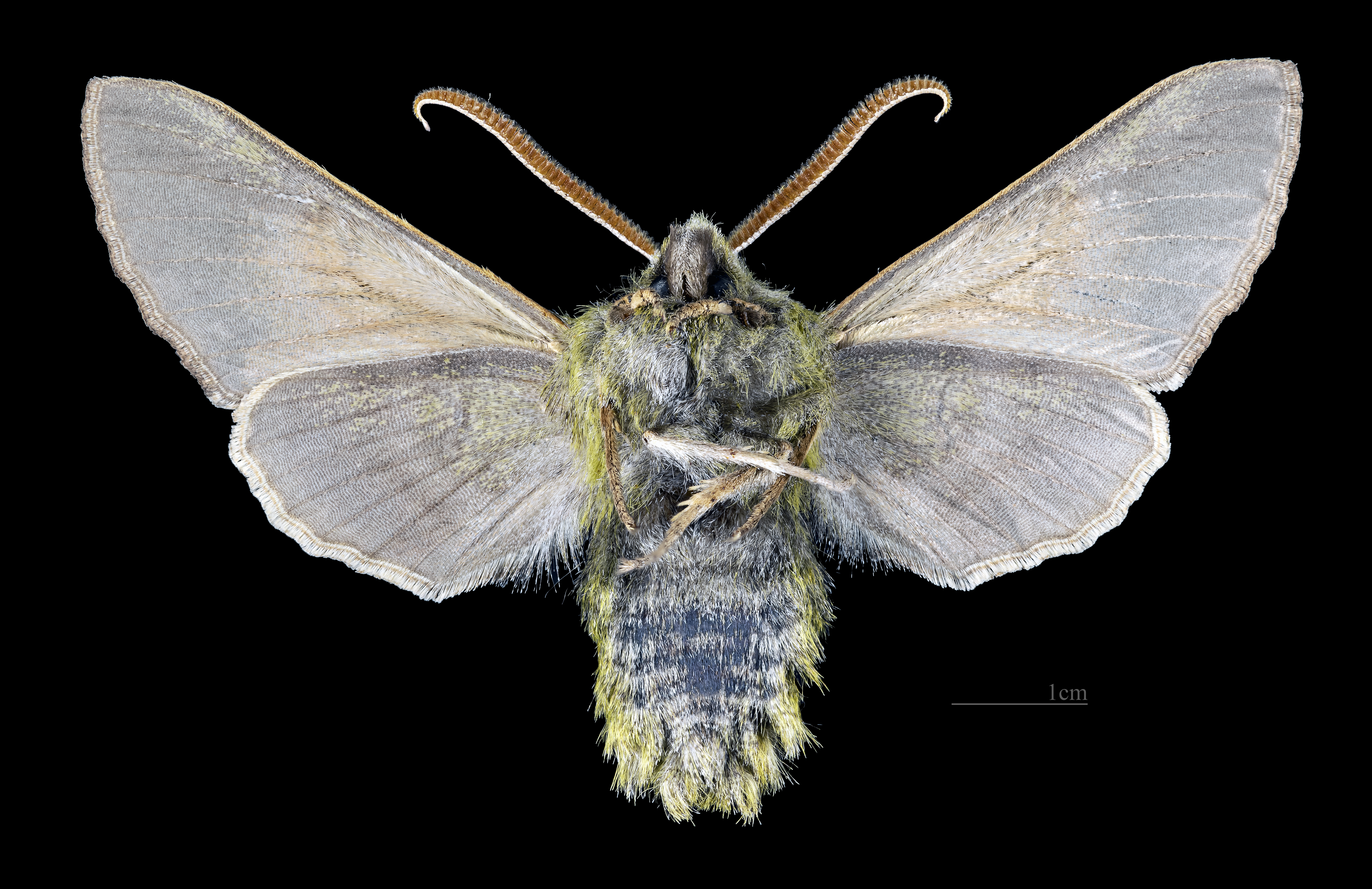
Proserpinus lucidus ♂  △

Ấu trùng ăn các loài thực vật Clarkia breweri và Clarkia modesta và probably Clarkia purpurea, Camissonia bistorta và Camissonia strigulosa.